# Старша школа (телесеріал)
Старша школа (англ. High School) — американський комедійний стрімінговий телесеріал про дорослішання, який створила Кліа Дюваль, адаптувавши однойменні мемуари 2019 року Тіган і Сари Квін. Прем'єра відбулася на Amazon Freevee 14 жовтня 2022 року.

## Сюжет
На тлі культури ґранджу та рейву 90-х близнючки Тіган і Сара орієнтуються в ідентичності, коханні і музиці.

## У ролях
- Рейлі Гілліленд — Тіган
- Сізінн Гілліленд — Сара
- Естер МакГрегор — Наталі
- Кобі Смолдерс — Сімона
- Кайл Борнгаймер — Патрік
- Олівія Руайр — Фібі
- Аманда Фікс — Майя
- Брайан Тью — Алі
- Джина Месарош — Лілі
- Сі Джей Валлерой — Еван
- Нейт Корддрі — Девід

## Виробництво

### Кастинг
17 березня 2022 року Рейлі та Сізінн Гілліленд були обрані на головні ролі, а Кобі Смолдерс і Кайл Борнгаймер — запрошені зірки в шоу.

### Зйомки
17 березня 2022 року було повідомленопро плани почати фільмування 21 березня в Канадській провінції Альберті.